# Aphaniosoma spatulatum
Aphaniosoma spatulatum is een vliegensoort uit de familie van de Chyromyidae. De wetenschappelijke naam van de soort is voor het eerst geldig gepubliceerd in 1993 door Ebejer.